# Marquesado de Bellavista
El marquesado de Bellavista es un título nobiliario español creado el 27 de diciembre de 1871 por el rey Amadeo I de España, a favor de Gabriel María Francisco de Cárdenas y Cárdenas, síndico regidor, teniente de alcalde y procurador general del ayuntamiento de la Habana, gentilhombre de cámara, comendador de la Real y Distinguida Orden Española de Carlos III (1879), gran cruz de la Real Orden de Isabel la Católica y gran cruz de la Orden del Mérito Militar (1880).

## Marqueses de Bellavista
|                                 | Titular                                    | Periodo               |
| Creación por Amadeo I           | Creación por Amadeo I                      | Creación por Amadeo I |
| ------------------------------- | ------------------------------------------ | --------------------- |
| I                               | Gabriel María de Cárdenas y Cárdenas       | 1871-1885             |
| II                              | Miguel María de Cárdenas y Cárdenas        | 1885-1886             |
| Rehabilitación por Alfonso XIII |                                            |                       |
| III                             | María de los Dolores Lombillo y Pedroso    | 1919-1919             |
| IV                              | Carlos Barbería y Lombillo                 | 1919-1964             |
| V                               | José Arturo Romero de Juseu y Armenteros   | 1964-1975             |
| VI                              | Enrique Ramón Romero de Juseu y Armenteros | 1980-1984             |
| VII                             | Alicia María Koplowitz y Romero de Juseu   | 1984-2021             |
| VIII                            | María Elena de Cárdenas y González         | 2021-2022             |
| IX                              | Luis Alfredo de la Vega y de Cárdenas      | 2022-actual titular   |

## Historia de los marqueses de Bellavista
- Gabriel María de Cárdenas y Cárdenas[3] (1820-1885), I marqués de Bellavista, hijo de Miguel de Cárdenas y Peñalver, I marqués de Campo Florido,[4] y de María de la Encarnación de Cárdenas y Zayas-Bazán,[3] cuyo matrimonio dio derecho a la familia Romero de Juseu de ostentar este marquesado y el de Campo Florido. Era bisnieto del I marqués de Cárdenas de Montehermoso y bisnieto del I marqués de Casa Peñalver. Falleció soltero y sin descendencia. Le sucedió en 1885, su hermano:[1]

- Miguel María de Cárdenas y Cárdenas (La Habana, 20 de febrero de 1819-ibid.,13 de febrero de 1886), II marqués de Bellavista, II marqués de Campo Florido y caballero de la Orden de Calatrava.[3]

Casó en la catedral de La Habana el 24 de enero de 1845 con María Josefa de Armenteros y Calvo de La Puerta. Le sucedió por rehabilitación, en 16 de junio de 1919:
- María de los Dolores Lombillo y Pedroso[1][5] (La Habana, 30 de mayo de 1860-¿?), III marquesa de Bellavista y III marquesa de Campo Florido.[6]

Casó con Carlos Barbería y Cortijo, VI conde de Casa Lombillo. Le sucedió en 16 de septiembre de 1919, por cesión, su hijo:
- Carlos Barbería y Lombillo,[1][6] IV marqués de Bellavista, IV marqués de Campo Florido[6] y VII conde de Casa Lombillo.[6] Anulada la orden de sucesión, por la orden de 25 de mayo de 1964, en auto interpuesto en 1954.[7][8]

Casó con María Jiménez y González Núñez, nieta del I marqués de Casa Jiménez. Le sucedió en 1964, en trámite de ejecución de sentencia:
- José Arturo Romero de Juseu y Armenteros[1] (1912-1975),[9] V marqués de Bellavista, VII marqués de Cárdenas de Montehermoso y V marqués de Campo Florido. Sin descendencia. En 3 de julio de 1980 le sucedió su hermano:[1]

- Enrique Romero de Juseu y Armenteros[1] (1917-2013),[10] VI marqués de Bellavista, VIII marqués de Cárdenas de Montehermoso y VI marqués de Campo Florido.

Casó con Jacinta Moreno y  Rodríguez. Le sucedió por cesión, en 20 de julio de 1984, su sobrina:
- Alicia María Koplowitz y Romero de Juseu[1] (1952),[11] VII marquesa de Bellavista y VII marquesa del Real Socorro.

Casó con Alberto Cortina Alcocer. Desposeída del título tras una larga batalla judicial. Le sucedió en 2021, en trámite de ejecución de sentencia:
- María Elena de Cárdenas González (La Habana, 5 de julio de 1919-2022), VIII marquesa de Bellavista,[12] VI marquesa de Almendares[13] y IX marquesa de Campo Florido.[14] Hija de Luis Cárdenas y Cárdenas (n. La Habana, 5 de octubre de 1890) y de Águeda González.[15] Los abuelos paternos de María Elena fueron María de Cárdenas Benítez y Guillermo de Cárdenas Herrera (baut. La Habana, 15 de enero de 1862-La Habana 21 de diciembre de 1909), hijo de Luis de Cárdenas y Díaz de Oramas (baut. 22 de octubre de 1829) y de Serafina Elena Herrera y Cárdenas, hija de Ignacio de Herrera y O'Farrill, II marqués de Almendares.[16]

Casó con Vicente de la Vega Elozúa.  Sucedió su hijo:
- Luis Alfredo de la Vega y de Cárdenas, IX marqués de Bellavista,[17] VII marqués de Almendares y X marqués de Campo Florido.

## Árbol genealógico
| Leyenda                 |
| ----------------------- |
| Titulares Pretendientes |

|                                                                                             |                                                                                             |                                                                                             |                                                                                             |                                                                                             |                                                                                             |  |  | | | | | Agustín de Cárdenas y Castellón i marqués de Cárdenas de Montehermoso († 1771)                                                                         | |  |  | | | | | | |  |  | | | | | | |  |  | | | | | | |  |  |                                                                           |                                                                           |                                                                           |                                                                           |                                                                           |                                                                           |  |  |  |  |  |  |  |  |  |  |  |  |  |  |  |  |  |  |  |  |  |  |
|                                                                                             |                                                                                             |                                                                                             |                                                                                             |                                                                                             |                                                                                             |  |  | | | | | | |  |  | | | | | | |  |  | | | | | | |  |  | | | | | | |  |  |                                                                           |                                                                           |                                                                           |                                                                           |                                                                           |                                                                           |  |  |  |  |  |  |  |  |  |  |  |  |  |  |  |  |  |  |  |  |  |  |
|                                                                                             |                                                                                             |                                                                                             |                                                                                             |                                                                                             |                                                                                             |  |  | | | | | | |  |  | | | | | | |  |  | | | | | | |  |  | | | | | | |  |  |                                                                           |                                                                           |                                                                           |                                                                           |                                                                           |                                                                           |  |  |  |  |  |  |  |  |  |  |  |  |  |  |  |  |  |  |  |  |  |  |
|                                                                                             |                                                                                             |                                                                                             |                                                                                             |                                                                                             |                                                                                             |  |  | Miguel de Cárdenas y Santa Crúz († 1801) | Miguel de Cárdenas y Santa Crúz († 1801) | Miguel de Cárdenas y Santa Crúz († 1801) | Miguel de Cárdenas y Santa Crúz († 1801) | Miguel de Cárdenas y Santa Crúz († 1801) | Miguel de Cárdenas y Santa Crúz († 1801) |  |  | Gabriel María de Cárdenas y Santa Crúz ii marqués de Cárdenas de Montehermoso (1751-1815)                                                                                             | Gabriel María de Cárdenas y Santa Crúz ii marqués de Cárdenas de Montehermoso (1751-1815)                                                                                             | Gabriel María de Cárdenas y Santa Crúz ii marqués de Cárdenas de Montehermoso (1751-1815)                                                                                             | Gabriel María de Cárdenas y Santa Crúz ii marqués de Cárdenas de Montehermoso (1751-1815)                                                                                             | Gabriel María de Cárdenas y Santa Crúz ii marqués de Cárdenas de Montehermoso (1751-1815)                                                                                             | Gabriel María de Cárdenas y Santa Crúz ii marqués de Cárdenas de Montehermoso (1751-1815)                                                                                             |  |  | | | | | | |  |  | | | | | | |  |  |                                                                           |                                                                           |                                                                           |                                                                           |                                                                           |                                                                           |  |  |  |  |  |  |  |  |  |  |  |  |  |  |  |  |  |  |  |  |  |  |
|                                                                                             |                                                                                             |                                                                                             |                                                                                             |                                                                                             |                                                                                             |  |  | Miguel de Cárdenas y Santa Crúz († 1801) | Miguel de Cárdenas y Santa Crúz († 1801) | Miguel de Cárdenas y Santa Crúz († 1801) | Miguel de Cárdenas y Santa Crúz († 1801) | Miguel de Cárdenas y Santa Crúz († 1801) | Miguel de Cárdenas y Santa Crúz († 1801) |  |  | Gabriel María de Cárdenas y Santa Crúz ii marqués de Cárdenas de Montehermoso (1751-1815)                                                                                             | Gabriel María de Cárdenas y Santa Crúz ii marqués de Cárdenas de Montehermoso (1751-1815)                                                                                             | Gabriel María de Cárdenas y Santa Crúz ii marqués de Cárdenas de Montehermoso (1751-1815)                                                                                             | Gabriel María de Cárdenas y Santa Crúz ii marqués de Cárdenas de Montehermoso (1751-1815)                                                                                             | Gabriel María de Cárdenas y Santa Crúz ii marqués de Cárdenas de Montehermoso (1751-1815)                                                                                             | Gabriel María de Cárdenas y Santa Crúz ii marqués de Cárdenas de Montehermoso (1751-1815)                                                                                             |  |  | | | | | | |  |  | | | | | | |  |  |                                                                           |                                                                           |                                                                           |                                                                           |                                                                           |                                                                           |  |  |  |  |  |  |  |  |  |  |  |  |  |  |  |  |  |  |  |  |  |  |
|                                                                                             |                                                                                             |                                                                                             |                                                                                             |                                                                                             |                                                                                             |  |  | Miguel de Cárdenas y Peñalver i marqués de Campo Florido (1793-1868)                                                                                   | Miguel de Cárdenas y Peñalver i marqués de Campo Florido (1793-1868)                                                                                   | Miguel de Cárdenas y Peñalver i marqués de Campo Florido (1793-1868)                                                                                   | Miguel de Cárdenas y Peñalver i marqués de Campo Florido (1793-1868)                                                                                   | Miguel de Cárdenas y Peñalver i marqués de Campo Florido (1793-1868)                                                                                   | Miguel de Cárdenas y Peñalver i marqués de Campo Florido (1793-1868)                                                                                   |  |  | Antonio María de Cárdenas y Zayas-Bazán iii marqués de Cárdenas de Montehermoso (1778-1836)                                                                                           | Antonio María de Cárdenas y Zayas-Bazán iii marqués de Cárdenas de Montehermoso (1778-1836)                                                                                           | Antonio María de Cárdenas y Zayas-Bazán iii marqués de Cárdenas de Montehermoso (1778-1836)                                                                                           | Antonio María de Cárdenas y Zayas-Bazán iii marqués de Cárdenas de Montehermoso (1778-1836)                                                                                           | Antonio María de Cárdenas y Zayas-Bazán iii marqués de Cárdenas de Montehermoso (1778-1836)                                                                                           | Antonio María de Cárdenas y Zayas-Bazán iii marqués de Cárdenas de Montehermoso (1778-1836)                                                                                           |  |  | | | | | | |  |  | | | | | | |  |  |                                                                           |                                                                           |                                                                           |                                                                           |                                                                           |                                                                           |  |  |  |  |  |  |  |  |  |  |  |  |  |  |  |  |  |  |  |  |  |  |
|                                                                                             |                                                                                             |                                                                                             |                                                                                             |                                                                                             |                                                                                             |  |  | Miguel de Cárdenas y Peñalver i marqués de Campo Florido (1793-1868)                                                                                   | Miguel de Cárdenas y Peñalver i marqués de Campo Florido (1793-1868)                                                                                   | Miguel de Cárdenas y Peñalver i marqués de Campo Florido (1793-1868)                                                                                   | Miguel de Cárdenas y Peñalver i marqués de Campo Florido (1793-1868)                                                                                   | Miguel de Cárdenas y Peñalver i marqués de Campo Florido (1793-1868)                                                                                   | Miguel de Cárdenas y Peñalver i marqués de Campo Florido (1793-1868)                                                                                   |  |  | Antonio María de Cárdenas y Zayas-Bazán iii marqués de Cárdenas de Montehermoso (1778-1836)                                                                                           | Antonio María de Cárdenas y Zayas-Bazán iii marqués de Cárdenas de Montehermoso (1778-1836)                                                                                           | Antonio María de Cárdenas y Zayas-Bazán iii marqués de Cárdenas de Montehermoso (1778-1836)                                                                                           | Antonio María de Cárdenas y Zayas-Bazán iii marqués de Cárdenas de Montehermoso (1778-1836)                                                                                           | Antonio María de Cárdenas y Zayas-Bazán iii marqués de Cárdenas de Montehermoso (1778-1836)                                                                                           | Antonio María de Cárdenas y Zayas-Bazán iii marqués de Cárdenas de Montehermoso (1778-1836)                                                                                           |  |  | | | | | | |  |  | | | | | | |  |  |                                                                           |                                                                           |                                                                           |                                                                           |                                                                           |                                                                           |  |  |  |  |  |  |  |  |  |  |  |  |  |  |  |  |  |  |  |  |  |  |
|                                                                                             |                                                                                             |                                                                                             |                                                                                             |                                                                                             |                                                                                             |  |  | | | | | | |  |  | | | | | | |  |  | | | | | | |  |  | | | | | | |  |  |                                                                           |                                                                           |                                                                           |                                                                           |                                                                           |                                                                           |  |  |  |  |  |  |  |  |  |  |  |  |  |  |  |  |  |  |  |  |  |  |
| Gabriel María de Cárdenas y Cárdenas, i marqués de Bellavista, (1820-1885) Sin descendencia | Gabriel María de Cárdenas y Cárdenas, i marqués de Bellavista, (1820-1885) Sin descendencia | Gabriel María de Cárdenas y Cárdenas, i marqués de Bellavista, (1820-1885) Sin descendencia | Gabriel María de Cárdenas y Cárdenas, i marqués de Bellavista, (1820-1885) Sin descendencia | Gabriel María de Cárdenas y Cárdenas, i marqués de Bellavista, (1820-1885) Sin descendencia | Gabriel María de Cárdenas y Cárdenas, i marqués de Bellavista, (1820-1885) Sin descendencia |  |  | Miguel María de Cárdenas y Cárdenas, ii marqués de Bellavista, ii marqués de Campo Florido (1819-1886)                                                 | Miguel María de Cárdenas y Cárdenas, ii marqués de Bellavista, ii marqués de Campo Florido (1819-1886)                                                 | Miguel María de Cárdenas y Cárdenas, ii marqués de Bellavista, ii marqués de Campo Florido (1819-1886)                                                 | Miguel María de Cárdenas y Cárdenas, ii marqués de Bellavista, ii marqués de Campo Florido (1819-1886)                                                 | Miguel María de Cárdenas y Cárdenas, ii marqués de Bellavista, ii marqués de Campo Florido (1819-1886)                                                 | Miguel María de Cárdenas y Cárdenas, ii marqués de Bellavista, ii marqués de Campo Florido (1819-1886)                                                 |  |  | Gabriel Antonio María de Cárdenas y Beitía iv marqués de Cárdenas de Montehermoso (1803-1858)                                                                                         | Gabriel Antonio María de Cárdenas y Beitía iv marqués de Cárdenas de Montehermoso (1803-1858)                                                                                         | Gabriel Antonio María de Cárdenas y Beitía iv marqués de Cárdenas de Montehermoso (1803-1858)                                                                                         | Gabriel Antonio María de Cárdenas y Beitía iv marqués de Cárdenas de Montehermoso (1803-1858)                                                                                         | Gabriel Antonio María de Cárdenas y Beitía iv marqués de Cárdenas de Montehermoso (1803-1858)                                                                                         | Gabriel Antonio María de Cárdenas y Beitía iv marqués de Cárdenas de Montehermoso (1803-1858)                                                                                         |  |  | | | | | | |  |  | | | | | | |  |  | Serafina de Cárdenas y Beitía marquesa consorte de Almendares (1812-1856) | Serafina de Cárdenas y Beitía marquesa consorte de Almendares (1812-1856) | Serafina de Cárdenas y Beitía marquesa consorte de Almendares (1812-1856) | Serafina de Cárdenas y Beitía marquesa consorte de Almendares (1812-1856) | Serafina de Cárdenas y Beitía marquesa consorte de Almendares (1812-1856) | Serafina de Cárdenas y Beitía marquesa consorte de Almendares (1812-1856) |  |  |  |  |  |  |  |  |  |  |  |  |  |  |  |  |  |  |  |  |  |  |
| Gabriel María de Cárdenas y Cárdenas, i marqués de Bellavista, (1820-1885) Sin descendencia | Gabriel María de Cárdenas y Cárdenas, i marqués de Bellavista, (1820-1885) Sin descendencia | Gabriel María de Cárdenas y Cárdenas, i marqués de Bellavista, (1820-1885) Sin descendencia | Gabriel María de Cárdenas y Cárdenas, i marqués de Bellavista, (1820-1885) Sin descendencia | Gabriel María de Cárdenas y Cárdenas, i marqués de Bellavista, (1820-1885) Sin descendencia | Gabriel María de Cárdenas y Cárdenas, i marqués de Bellavista, (1820-1885) Sin descendencia |  |  | Miguel María de Cárdenas y Cárdenas, ii marqués de Bellavista, ii marqués de Campo Florido (1819-1886)                                                 | Miguel María de Cárdenas y Cárdenas, ii marqués de Bellavista, ii marqués de Campo Florido (1819-1886)                                                 | Miguel María de Cárdenas y Cárdenas, ii marqués de Bellavista, ii marqués de Campo Florido (1819-1886)                                                 | Miguel María de Cárdenas y Cárdenas, ii marqués de Bellavista, ii marqués de Campo Florido (1819-1886)                                                 | Miguel María de Cárdenas y Cárdenas, ii marqués de Bellavista, ii marqués de Campo Florido (1819-1886)                                                 | Miguel María de Cárdenas y Cárdenas, ii marqués de Bellavista, ii marqués de Campo Florido (1819-1886)                                                 |  |  | Gabriel Antonio María de Cárdenas y Beitía iv marqués de Cárdenas de Montehermoso (1803-1858)                                                                                         | Gabriel Antonio María de Cárdenas y Beitía iv marqués de Cárdenas de Montehermoso (1803-1858)                                                                                         | Gabriel Antonio María de Cárdenas y Beitía iv marqués de Cárdenas de Montehermoso (1803-1858)                                                                                         | Gabriel Antonio María de Cárdenas y Beitía iv marqués de Cárdenas de Montehermoso (1803-1858)                                                                                         | Gabriel Antonio María de Cárdenas y Beitía iv marqués de Cárdenas de Montehermoso (1803-1858)                                                                                         | Gabriel Antonio María de Cárdenas y Beitía iv marqués de Cárdenas de Montehermoso (1803-1858)                                                                                         |  |  | | | | | | |  |  | | | | | | |  |  | Serafina de Cárdenas y Beitía marquesa consorte de Almendares (1812-1856) | Serafina de Cárdenas y Beitía marquesa consorte de Almendares (1812-1856) | Serafina de Cárdenas y Beitía marquesa consorte de Almendares (1812-1856) | Serafina de Cárdenas y Beitía marquesa consorte de Almendares (1812-1856) | Serafina de Cárdenas y Beitía marquesa consorte de Almendares (1812-1856) | Serafina de Cárdenas y Beitía marquesa consorte de Almendares (1812-1856) |  |  |  |  |  |  |  |  |  |  |  |  |  |  |  |  |  |  |  |  |  |  |
|                                                                                             |                                                                                             |                                                                                             |                                                                                             |                                                                                             |                                                                                             |  |  | | | | | | |  |  | | | | | | |  |  | | | | | | |  |  | | | | | | |  |  |                                                                           |                                                                           |                                                                           |                                                                           |                                                                           |                                                                           |  |  |  |  |  |  |  |  |  |  |  |  |  |  |  |  |  |  |  |  |  |  |
|                                                                                             |                                                                                             |                                                                                             |                                                                                             |                                                                                             |                                                                                             |  |  | Miguel de Cárdenas y Armenteros (1845-1876) | Miguel de Cárdenas y Armenteros (1845-1876) | Miguel de Cárdenas y Armenteros (1845-1876) | Miguel de Cárdenas y Armenteros (1845-1876) | Miguel de Cárdenas y Armenteros (1845-1876) | Miguel de Cárdenas y Armenteros (1845-1876) |  |  | María Josefa de la Concepción de Cárdenas y Armenteros (1836-1902) | María Josefa de la Concepción de Cárdenas y Armenteros (1836-1902) | María Josefa de la Concepción de Cárdenas y Armenteros (1836-1902) | María Josefa de la Concepción de Cárdenas y Armenteros (1836-1902) | María Josefa de la Concepción de Cárdenas y Armenteros (1836-1902) | María Josefa de la Concepción de Cárdenas y Armenteros (1836-1902) |  |  | Antonio María de Cárdenas y Armenteros v marqués de Cárdenas de Montehermoso (1839-1865) Sin descendencia | Antonio María de Cárdenas y Armenteros v marqués de Cárdenas de Montehermoso (1839-1865) Sin descendencia | Antonio María de Cárdenas y Armenteros v marqués de Cárdenas de Montehermoso (1839-1865) Sin descendencia | Antonio María de Cárdenas y Armenteros v marqués de Cárdenas de Montehermoso (1839-1865) Sin descendencia | Antonio María de Cárdenas y Armenteros v marqués de Cárdenas de Montehermoso (1839-1865) Sin descendencia | Antonio María de Cárdenas y Armenteros v marqués de Cárdenas de Montehermoso (1839-1865) Sin descendencia |  |  | | | | | | |  |  | Serafina Elena Herrera y Cárdenas (n.1838)                                | Serafina Elena Herrera y Cárdenas (n.1838)                                | Serafina Elena Herrera y Cárdenas (n.1838)                                | Serafina Elena Herrera y Cárdenas (n.1838)                                | Serafina Elena Herrera y Cárdenas (n.1838)                                | Serafina Elena Herrera y Cárdenas (n.1838)                                |  |  |  |  |  |  |  |  |  |  |  |  |  |  |  |  |  |  |  |  |  |  |
|                                                                                             |                                                                                             |                                                                                             |                                                                                             |                                                                                             |                                                                                             |  |  | Miguel de Cárdenas y Armenteros (1845-1876) | Miguel de Cárdenas y Armenteros (1845-1876) | Miguel de Cárdenas y Armenteros (1845-1876) | Miguel de Cárdenas y Armenteros (1845-1876) | Miguel de Cárdenas y Armenteros (1845-1876) | Miguel de Cárdenas y Armenteros (1845-1876) |  |  | María Josefa de la Concepción de Cárdenas y Armenteros (1836-1902) | María Josefa de la Concepción de Cárdenas y Armenteros (1836-1902) | María Josefa de la Concepción de Cárdenas y Armenteros (1836-1902) | María Josefa de la Concepción de Cárdenas y Armenteros (1836-1902) | María Josefa de la Concepción de Cárdenas y Armenteros (1836-1902) | María Josefa de la Concepción de Cárdenas y Armenteros (1836-1902) |  |  | Antonio María de Cárdenas y Armenteros v marqués de Cárdenas de Montehermoso (1839-1865) Sin descendencia | Antonio María de Cárdenas y Armenteros v marqués de Cárdenas de Montehermoso (1839-1865) Sin descendencia | Antonio María de Cárdenas y Armenteros v marqués de Cárdenas de Montehermoso (1839-1865) Sin descendencia | Antonio María de Cárdenas y Armenteros v marqués de Cárdenas de Montehermoso (1839-1865) Sin descendencia | Antonio María de Cárdenas y Armenteros v marqués de Cárdenas de Montehermoso (1839-1865) Sin descendencia | Antonio María de Cárdenas y Armenteros v marqués de Cárdenas de Montehermoso (1839-1865) Sin descendencia |  |  | | | | | | |  |  | Serafina Elena Herrera y Cárdenas (n.1838)                                | Serafina Elena Herrera y Cárdenas (n.1838)                                | Serafina Elena Herrera y Cárdenas (n.1838)                                | Serafina Elena Herrera y Cárdenas (n.1838)                                | Serafina Elena Herrera y Cárdenas (n.1838)                                | Serafina Elena Herrera y Cárdenas (n.1838)                                |  |  |  |  |  |  |  |  |  |  |  |  |  |  |  |  |  |  |  |  |  |  |
|                                                                                             |                                                                                             |                                                                                             |                                                                                             |                                                                                             |                                                                                             |  |  | Gabriel de Cárdenas y Achondo (n.1873) Combatió contra España por la independencia de Cuba. Perdió el derecho de sucesión para sí y sus descendientes. | Gabriel de Cárdenas y Achondo (n.1873) Combatió contra España por la independencia de Cuba. Perdió el derecho de sucesión para sí y sus descendientes. | Gabriel de Cárdenas y Achondo (n.1873) Combatió contra España por la independencia de Cuba. Perdió el derecho de sucesión para sí y sus descendientes. | Gabriel de Cárdenas y Achondo (n.1873) Combatió contra España por la independencia de Cuba. Perdió el derecho de sucesión para sí y sus descendientes. | Gabriel de Cárdenas y Achondo (n.1873) Combatió contra España por la independencia de Cuba. Perdió el derecho de sucesión para sí y sus descendientes. | Gabriel de Cárdenas y Achondo (n.1873) Combatió contra España por la independencia de Cuba. Perdió el derecho de sucesión para sí y sus descendientes. |  |  | María de los Desamparados de Peñalver y Cárdenas v marquesa de Casa Peñalver (n.1864)                                                                                                 | María de los Desamparados de Peñalver y Cárdenas v marquesa de Casa Peñalver (n.1864)                                                                                                 | María de los Desamparados de Peñalver y Cárdenas v marquesa de Casa Peñalver (n.1864)                                                                                                 | María de los Desamparados de Peñalver y Cárdenas v marquesa de Casa Peñalver (n.1864)                                                                                                 | María de los Desamparados de Peñalver y Cárdenas v marquesa de Casa Peñalver (n.1864)                                                                                                 | María de los Desamparados de Peñalver y Cárdenas v marquesa de Casa Peñalver (n.1864)                                                                                                 |  |  | | | | | | |  |  | | | | | | |  |  | Guillermo de Cárdenas y Herrera (1862-1909)                               | Guillermo de Cárdenas y Herrera (1862-1909)                               | Guillermo de Cárdenas y Herrera (1862-1909)                               | Guillermo de Cárdenas y Herrera (1862-1909)                               | Guillermo de Cárdenas y Herrera (1862-1909)                               | Guillermo de Cárdenas y Herrera (1862-1909)                               |  |  |  |  |  |  |  |  |  |  |  |  |  |  |  |  |  |  |  |  |  |  |
|                                                                                             |                                                                                             |                                                                                             |                                                                                             |                                                                                             |                                                                                             |  |  | Gabriel de Cárdenas y Achondo (n.1873) Combatió contra España por la independencia de Cuba. Perdió el derecho de sucesión para sí y sus descendientes. | Gabriel de Cárdenas y Achondo (n.1873) Combatió contra España por la independencia de Cuba. Perdió el derecho de sucesión para sí y sus descendientes. | Gabriel de Cárdenas y Achondo (n.1873) Combatió contra España por la independencia de Cuba. Perdió el derecho de sucesión para sí y sus descendientes. | Gabriel de Cárdenas y Achondo (n.1873) Combatió contra España por la independencia de Cuba. Perdió el derecho de sucesión para sí y sus descendientes. | Gabriel de Cárdenas y Achondo (n.1873) Combatió contra España por la independencia de Cuba. Perdió el derecho de sucesión para sí y sus descendientes. | Gabriel de Cárdenas y Achondo (n.1873) Combatió contra España por la independencia de Cuba. Perdió el derecho de sucesión para sí y sus descendientes. |  |  | María de los Desamparados de Peñalver y Cárdenas v marquesa de Casa Peñalver (n.1864)                                                                                                 | María de los Desamparados de Peñalver y Cárdenas v marquesa de Casa Peñalver (n.1864)                                                                                                 | María de los Desamparados de Peñalver y Cárdenas v marquesa de Casa Peñalver (n.1864)                                                                                                 | María de los Desamparados de Peñalver y Cárdenas v marquesa de Casa Peñalver (n.1864)                                                                                                 | María de los Desamparados de Peñalver y Cárdenas v marquesa de Casa Peñalver (n.1864)                                                                                                 | María de los Desamparados de Peñalver y Cárdenas v marquesa de Casa Peñalver (n.1864)                                                                                                 |  |  | | | | | | |  |  | | | | | | |  |  | Guillermo de Cárdenas y Herrera (1862-1909)                               | Guillermo de Cárdenas y Herrera (1862-1909)                               | Guillermo de Cárdenas y Herrera (1862-1909)                               | Guillermo de Cárdenas y Herrera (1862-1909)                               | Guillermo de Cárdenas y Herrera (1862-1909)                               | Guillermo de Cárdenas y Herrera (1862-1909)                               |  |  |  |  |  |  |  |  |  |  |  |  |  |  |  |  |  |  |  |  |  |  |
|                                                                                             |                                                                                             |                                                                                             |                                                                                             |                                                                                             |                                                                                             |  |  | Nestor de Cárdenas y Herrera La audiencia nacional denegó su solicitud en 1925, por haber hecho su padre armas contra España.                          | Nestor de Cárdenas y Herrera La audiencia nacional denegó su solicitud en 1925, por haber hecho su padre armas contra España.                          | Nestor de Cárdenas y Herrera La audiencia nacional denegó su solicitud en 1925, por haber hecho su padre armas contra España.                          | Nestor de Cárdenas y Herrera La audiencia nacional denegó su solicitud en 1925, por haber hecho su padre armas contra España.                          | Nestor de Cárdenas y Herrera La audiencia nacional denegó su solicitud en 1925, por haber hecho su padre armas contra España.                          | Nestor de Cárdenas y Herrera La audiencia nacional denegó su solicitud en 1925, por haber hecho su padre armas contra España.                          |  |  | María Josefa Armenteros de Peñalver vi marquesa de Casa Peñalver, vi marquesa de Cárdenas de Montehermoso (1884-1970)                                                                 | María Josefa Armenteros de Peñalver vi marquesa de Casa Peñalver, vi marquesa de Cárdenas de Montehermoso (1884-1970)                                                                 | María Josefa Armenteros de Peñalver vi marquesa de Casa Peñalver, vi marquesa de Cárdenas de Montehermoso (1884-1970)                                                                 | María Josefa Armenteros de Peñalver vi marquesa de Casa Peñalver, vi marquesa de Cárdenas de Montehermoso (1884-1970)                                                                 | María Josefa Armenteros de Peñalver vi marquesa de Casa Peñalver, vi marquesa de Cárdenas de Montehermoso (1884-1970)                                                                 | María Josefa Armenteros de Peñalver vi marquesa de Casa Peñalver, vi marquesa de Cárdenas de Montehermoso (1884-1970)                                                                 |  |  | | | | | | |  |  | | | | | | |  |  | Luís de Cárdenas y Cárdenas (1890-1963)                                   | Luís de Cárdenas y Cárdenas (1890-1963)                                   | Luís de Cárdenas y Cárdenas (1890-1963)                                   | Luís de Cárdenas y Cárdenas (1890-1963)                                   | Luís de Cárdenas y Cárdenas (1890-1963)                                   | Luís de Cárdenas y Cárdenas (1890-1963)                                   |  |  |  |  |  |  |  |  |  |  |  |  |  |  |  |  |  |  |  |  |  |  |
|                                                                                             |                                                                                             |                                                                                             |                                                                                             |                                                                                             |                                                                                             |  |  | Nestor de Cárdenas y Herrera La audiencia nacional denegó su solicitud en 1925, por haber hecho su padre armas contra España.                          | Nestor de Cárdenas y Herrera La audiencia nacional denegó su solicitud en 1925, por haber hecho su padre armas contra España.                          | Nestor de Cárdenas y Herrera La audiencia nacional denegó su solicitud en 1925, por haber hecho su padre armas contra España.                          | Nestor de Cárdenas y Herrera La audiencia nacional denegó su solicitud en 1925, por haber hecho su padre armas contra España.                          | Nestor de Cárdenas y Herrera La audiencia nacional denegó su solicitud en 1925, por haber hecho su padre armas contra España.                          | Nestor de Cárdenas y Herrera La audiencia nacional denegó su solicitud en 1925, por haber hecho su padre armas contra España.                          |  |  | María Josefa Armenteros de Peñalver vi marquesa de Casa Peñalver, vi marquesa de Cárdenas de Montehermoso (1884-1970)                                                                 | María Josefa Armenteros de Peñalver vi marquesa de Casa Peñalver, vi marquesa de Cárdenas de Montehermoso (1884-1970)                                                                 | María Josefa Armenteros de Peñalver vi marquesa de Casa Peñalver, vi marquesa de Cárdenas de Montehermoso (1884-1970)                                                                 | María Josefa Armenteros de Peñalver vi marquesa de Casa Peñalver, vi marquesa de Cárdenas de Montehermoso (1884-1970)                                                                 | María Josefa Armenteros de Peñalver vi marquesa de Casa Peñalver, vi marquesa de Cárdenas de Montehermoso (1884-1970)                                                                 | María Josefa Armenteros de Peñalver vi marquesa de Casa Peñalver, vi marquesa de Cárdenas de Montehermoso (1884-1970)                                                                 |  |  | | | | | | |  |  | | | | | | |  |  | Luís de Cárdenas y Cárdenas (1890-1963)                                   | Luís de Cárdenas y Cárdenas (1890-1963)                                   | Luís de Cárdenas y Cárdenas (1890-1963)                                   | Luís de Cárdenas y Cárdenas (1890-1963)                                   | Luís de Cárdenas y Cárdenas (1890-1963)                                   | Luís de Cárdenas y Cárdenas (1890-1963)                                   |  |  |  |  |  |  |  |  |  |  |  |  |  |  |  |  |  |  |  |  |  |  |
|                                                                                             |                                                                                             |                                                                                             |                                                                                             |                                                                                             |                                                                                             |  |  | | | | | | |  |  | | | | | | |  |  | | | | | | |  |  | | | | | | |  |  |                                                                           |                                                                           |                                                                           |                                                                           |                                                                           |                                                                           |  |  |  |  |  |  |  |  |  |  |  |  |  |  |  |  |  |  |  |  |  |  |
|                                                                                             |                                                                                             |                                                                                             |                                                                                             |                                                                                             |                                                                                             |  |  | | | | | | |  |  | José Arturo Romero de Juseu y Armenteros v marqués de Bellavista, vii marqués de Cárdenas de Montehermoso, v marqués de Campo Florido (1912-1975) Sin descendencia                    | José Arturo Romero de Juseu y Armenteros v marqués de Bellavista, vii marqués de Cárdenas de Montehermoso, v marqués de Campo Florido (1912-1975) Sin descendencia                    | José Arturo Romero de Juseu y Armenteros v marqués de Bellavista, vii marqués de Cárdenas de Montehermoso, v marqués de Campo Florido (1912-1975) Sin descendencia                    | José Arturo Romero de Juseu y Armenteros v marqués de Bellavista, vii marqués de Cárdenas de Montehermoso, v marqués de Campo Florido (1912-1975) Sin descendencia                    | José Arturo Romero de Juseu y Armenteros v marqués de Bellavista, vii marqués de Cárdenas de Montehermoso, v marqués de Campo Florido (1912-1975) Sin descendencia                    | José Arturo Romero de Juseu y Armenteros v marqués de Bellavista, vii marqués de Cárdenas de Montehermoso, v marqués de Campo Florido (1912-1975) Sin descendencia                    |  |  | Esther María Romero de Juseu y Armenteros vii marquesa de Casa Peñalver (1914-1968)                       | Esther María Romero de Juseu y Armenteros vii marquesa de Casa Peñalver (1914-1968)                       | Esther María Romero de Juseu y Armenteros vii marquesa de Casa Peñalver (1914-1968)                       | Esther María Romero de Juseu y Armenteros vii marquesa de Casa Peñalver (1914-1968)                       | Esther María Romero de Juseu y Armenteros vii marquesa de Casa Peñalver (1914-1968)                       | Esther María Romero de Juseu y Armenteros vii marquesa de Casa Peñalver (1914-1968)                       |  |  | Enrique Ramón Romero de Juseu y Armenteros vi marqués de Bellavista, viii marqués de Cárdenas de Montehermoso, vi marqués de Campo Florido (1917-2013) Con sucesión en los marqueses de Cárdenas de Montehermoso | Enrique Ramón Romero de Juseu y Armenteros vi marqués de Bellavista, viii marqués de Cárdenas de Montehermoso, vi marqués de Campo Florido (1917-2013) Con sucesión en los marqueses de Cárdenas de Montehermoso | Enrique Ramón Romero de Juseu y Armenteros vi marqués de Bellavista, viii marqués de Cárdenas de Montehermoso, vi marqués de Campo Florido (1917-2013) Con sucesión en los marqueses de Cárdenas de Montehermoso | Enrique Ramón Romero de Juseu y Armenteros vi marqués de Bellavista, viii marqués de Cárdenas de Montehermoso, vi marqués de Campo Florido (1917-2013) Con sucesión en los marqueses de Cárdenas de Montehermoso | Enrique Ramón Romero de Juseu y Armenteros vi marqués de Bellavista, viii marqués de Cárdenas de Montehermoso, vi marqués de Campo Florido (1917-2013) Con sucesión en los marqueses de Cárdenas de Montehermoso | Enrique Ramón Romero de Juseu y Armenteros vi marqués de Bellavista, viii marqués de Cárdenas de Montehermoso, vi marqués de Campo Florido (1917-2013) Con sucesión en los marqueses de Cárdenas de Montehermoso |  |  | María Elena de Cárdenas y González vi marquesa de Almendares (1919)       | María Elena de Cárdenas y González vi marquesa de Almendares (1919)       | María Elena de Cárdenas y González vi marquesa de Almendares (1919)       | María Elena de Cárdenas y González vi marquesa de Almendares (1919)       | María Elena de Cárdenas y González vi marquesa de Almendares (1919)       | María Elena de Cárdenas y González vi marquesa de Almendares (1919)       |  |  |  |  |  |  |  |  |  |  |  |  |  |  |  |  |  |  |  |  |  |  |
|                                                                                             |                                                                                             |                                                                                             |                                                                                             |                                                                                             |                                                                                             |  |  | | | | | | |  |  | José Arturo Romero de Juseu y Armenteros v marqués de Bellavista, vii marqués de Cárdenas de Montehermoso, v marqués de Campo Florido (1912-1975) Sin descendencia                    | José Arturo Romero de Juseu y Armenteros v marqués de Bellavista, vii marqués de Cárdenas de Montehermoso, v marqués de Campo Florido (1912-1975) Sin descendencia                    | José Arturo Romero de Juseu y Armenteros v marqués de Bellavista, vii marqués de Cárdenas de Montehermoso, v marqués de Campo Florido (1912-1975) Sin descendencia                    | José Arturo Romero de Juseu y Armenteros v marqués de Bellavista, vii marqués de Cárdenas de Montehermoso, v marqués de Campo Florido (1912-1975) Sin descendencia                    | José Arturo Romero de Juseu y Armenteros v marqués de Bellavista, vii marqués de Cárdenas de Montehermoso, v marqués de Campo Florido (1912-1975) Sin descendencia                    | José Arturo Romero de Juseu y Armenteros v marqués de Bellavista, vii marqués de Cárdenas de Montehermoso, v marqués de Campo Florido (1912-1975) Sin descendencia                    |  |  | Esther María Romero de Juseu y Armenteros vii marquesa de Casa Peñalver (1914-1968)                       | Esther María Romero de Juseu y Armenteros vii marquesa de Casa Peñalver (1914-1968)                       | Esther María Romero de Juseu y Armenteros vii marquesa de Casa Peñalver (1914-1968)                       | Esther María Romero de Juseu y Armenteros vii marquesa de Casa Peñalver (1914-1968)                       | Esther María Romero de Juseu y Armenteros vii marquesa de Casa Peñalver (1914-1968)                       | Esther María Romero de Juseu y Armenteros vii marquesa de Casa Peñalver (1914-1968)                       |  |  | Enrique Ramón Romero de Juseu y Armenteros vi marqués de Bellavista, viii marqués de Cárdenas de Montehermoso, vi marqués de Campo Florido (1917-2013) Con sucesión en los marqueses de Cárdenas de Montehermoso | Enrique Ramón Romero de Juseu y Armenteros vi marqués de Bellavista, viii marqués de Cárdenas de Montehermoso, vi marqués de Campo Florido (1917-2013) Con sucesión en los marqueses de Cárdenas de Montehermoso | Enrique Ramón Romero de Juseu y Armenteros vi marqués de Bellavista, viii marqués de Cárdenas de Montehermoso, vi marqués de Campo Florido (1917-2013) Con sucesión en los marqueses de Cárdenas de Montehermoso | Enrique Ramón Romero de Juseu y Armenteros vi marqués de Bellavista, viii marqués de Cárdenas de Montehermoso, vi marqués de Campo Florido (1917-2013) Con sucesión en los marqueses de Cárdenas de Montehermoso | Enrique Ramón Romero de Juseu y Armenteros vi marqués de Bellavista, viii marqués de Cárdenas de Montehermoso, vi marqués de Campo Florido (1917-2013) Con sucesión en los marqueses de Cárdenas de Montehermoso | Enrique Ramón Romero de Juseu y Armenteros vi marqués de Bellavista, viii marqués de Cárdenas de Montehermoso, vi marqués de Campo Florido (1917-2013) Con sucesión en los marqueses de Cárdenas de Montehermoso |  |  | María Elena de Cárdenas y González vi marquesa de Almendares (1919)       | María Elena de Cárdenas y González vi marquesa de Almendares (1919)       | María Elena de Cárdenas y González vi marquesa de Almendares (1919)       | María Elena de Cárdenas y González vi marquesa de Almendares (1919)       | María Elena de Cárdenas y González vi marquesa de Almendares (1919)       | María Elena de Cárdenas y González vi marquesa de Almendares (1919)       |  |  |  |  |  |  |  |  |  |  |  |  |  |  |  |  |  |  |  |  |  |  |
|                                                                                             |                                                                                             |                                                                                             |                                                                                             |                                                                                             |                                                                                             |  |  | | | | | | |  |  | | | | | | |  |  | | | | | | |  |  | | | | | | |  |  |                                                                           |                                                                           |                                                                           |                                                                           |                                                                           |                                                                           |  |  |  |  |  |  |  |  |  |  |  |  |  |  |  |  |  |  |  |  |  |  |
|                                                                                             |                                                                                             |                                                                                             |                                                                                             |                                                                                             |                                                                                             |  |  | | | | | | |  |  | Esther María Koplowitz y Romero de Juseu vii marquesa de Campo Florido, viii marquesa de Casa Peñalver, vii condesa de Peñalver (1950) Con sucesión en los marqueses de Casa Peñalver | Esther María Koplowitz y Romero de Juseu vii marquesa de Campo Florido, viii marquesa de Casa Peñalver, vii condesa de Peñalver (1950) Con sucesión en los marqueses de Casa Peñalver | Esther María Koplowitz y Romero de Juseu vii marquesa de Campo Florido, viii marquesa de Casa Peñalver, vii condesa de Peñalver (1950) Con sucesión en los marqueses de Casa Peñalver | Esther María Koplowitz y Romero de Juseu vii marquesa de Campo Florido, viii marquesa de Casa Peñalver, vii condesa de Peñalver (1950) Con sucesión en los marqueses de Casa Peñalver | Esther María Koplowitz y Romero de Juseu vii marquesa de Campo Florido, viii marquesa de Casa Peñalver, vii condesa de Peñalver (1950) Con sucesión en los marqueses de Casa Peñalver | Esther María Koplowitz y Romero de Juseu vii marquesa de Campo Florido, viii marquesa de Casa Peñalver, vii condesa de Peñalver (1950) Con sucesión en los marqueses de Casa Peñalver |  |  | Alicia María Koplowitz y Romero de Juseu vii marquesa de Bellavista, vii marquesa del Real Socorro (1952) | Alicia María Koplowitz y Romero de Juseu vii marquesa de Bellavista, vii marquesa del Real Socorro (1952) | Alicia María Koplowitz y Romero de Juseu vii marquesa de Bellavista, vii marquesa del Real Socorro (1952) | Alicia María Koplowitz y Romero de Juseu vii marquesa de Bellavista, vii marquesa del Real Socorro (1952) | Alicia María Koplowitz y Romero de Juseu vii marquesa de Bellavista, vii marquesa del Real Socorro (1952) | Alicia María Koplowitz y Romero de Juseu vii marquesa de Bellavista, vii marquesa del Real Socorro (1952) |  |  | | | | | | |  |  |                                                                           |                                                                           |                                                                           |                                                                           |                                                                           |                                                                           |  |  |  |  |  |  |  |  |  |  |  |  |  |  |  |  |  |  |  |  |  |  |
|                                                                                             |                                                                                             |                                                                                             |                                                                                             |                                                                                             |                                                                                             |  |  | | | | | | |  |  | Esther María Koplowitz y Romero de Juseu vii marquesa de Campo Florido, viii marquesa de Casa Peñalver, vii condesa de Peñalver (1950) Con sucesión en los marqueses de Casa Peñalver | Esther María Koplowitz y Romero de Juseu vii marquesa de Campo Florido, viii marquesa de Casa Peñalver, vii condesa de Peñalver (1950) Con sucesión en los marqueses de Casa Peñalver | Esther María Koplowitz y Romero de Juseu vii marquesa de Campo Florido, viii marquesa de Casa Peñalver, vii condesa de Peñalver (1950) Con sucesión en los marqueses de Casa Peñalver | Esther María Koplowitz y Romero de Juseu vii marquesa de Campo Florido, viii marquesa de Casa Peñalver, vii condesa de Peñalver (1950) Con sucesión en los marqueses de Casa Peñalver | Esther María Koplowitz y Romero de Juseu vii marquesa de Campo Florido, viii marquesa de Casa Peñalver, vii condesa de Peñalver (1950) Con sucesión en los marqueses de Casa Peñalver | Esther María Koplowitz y Romero de Juseu vii marquesa de Campo Florido, viii marquesa de Casa Peñalver, vii condesa de Peñalver (1950) Con sucesión en los marqueses de Casa Peñalver |  |  | Alicia María Koplowitz y Romero de Juseu vii marquesa de Bellavista, vii marquesa del Real Socorro (1952) | Alicia María Koplowitz y Romero de Juseu vii marquesa de Bellavista, vii marquesa del Real Socorro (1952) | Alicia María Koplowitz y Romero de Juseu vii marquesa de Bellavista, vii marquesa del Real Socorro (1952) | Alicia María Koplowitz y Romero de Juseu vii marquesa de Bellavista, vii marquesa del Real Socorro (1952) | Alicia María Koplowitz y Romero de Juseu vii marquesa de Bellavista, vii marquesa del Real Socorro (1952) | Alicia María Koplowitz y Romero de Juseu vii marquesa de Bellavista, vii marquesa del Real Socorro (1952) |  |  | | | | | | |  |  |                                                                           |                                                                           |                                                                           |                                                                           |                                                                           |                                                                           |  |  |  |  |  |  |  |  |  |  |  |  |  |  |  |  |  |  |  |  |  |  |
|                                                                                             |                                                                                             |                                                                                             |                                                                                             |                                                                                             |                                                                                             |  |  | | | | | | |  |  | | | | | | |  |  | | | | | | |  |  | | | | | | |  |  |                                                                           |                                                                           |                                                                           |                                                                           |                                                                           |                                                                           |  |  |  |  |  |  |  |  |  |  |  |  |  |  |  |  |  |  |  |  |  |  |
|                                                                                             |                                                                                             |                                                                                             |                                                                                             |                                                                                             |                                                                                             |  |  | | | | | | |  |  | Alberto Cortina y Koplowitz viii marqués del Real Socorro (1971) | Alberto Cortina y Koplowitz viii marqués del Real Socorro (1971) | Alberto Cortina y Koplowitz viii marqués del Real Socorro (1971) | Alberto Cortina y Koplowitz viii marqués del Real Socorro (1971) | Alberto Cortina y Koplowitz viii marqués del Real Socorro (1971) | Alberto Cortina y Koplowitz viii marqués del Real Socorro (1971) |  |  | Pedro Cortina y Koplowitz (1973)                                                                          | Pedro Cortina y Koplowitz (1973)                                                                          | Pedro Cortina y Koplowitz (1973)                                                                          | Pedro Cortina y Koplowitz (1973)                                                                          | Pedro Cortina y Koplowitz (1973)                                                                          | Pedro Cortina y Koplowitz (1973)                                                                          |  |  | Pelayo Cortina y Koplowitz viii conde de San Fernando de Peñalver (1985) | Pelayo Cortina y Koplowitz viii conde de San Fernando de Peñalver (1985) | Pelayo Cortina y Koplowitz viii conde de San Fernando de Peñalver (1985) | Pelayo Cortina y Koplowitz viii conde de San Fernando de Peñalver (1985) | Pelayo Cortina y Koplowitz viii conde de San Fernando de Peñalver (1985) | Pelayo Cortina y Koplowitz viii conde de San Fernando de Peñalver (1985) |  |  |                                                                           |                                                                           |                                                                           |                                                                           |                                                                           |                                                                           |  |  |  |  |  |  |  |  |  |  |  |  |  |  |  |  |  |  |  |  |  |  |